# Битва при Хаппхо
Битва при Хаппхо (кор. 合浦海戰, 합포 해전, яп. 合浦の戦い) — морское сражение, состоявшееся между японским и корейским флотом в бухте Хаппхо корейского острова Коджедо в ходе Имдинской войны. Вторая битва первой кампании Ли Сунсина.

## Краткие сведения
После победы в битве при Окпхо 16 июня 1592 года объединённая эскадра флотов провинций Чолладо и Кёнсандо под командованием Ли Сунсина и Вон Гюна получила сведения, что в соседней бухте Хаппхо находятся 5 крупных японских кораблей.
Ночью 17 июня корейский флот внезапно атаковал суда противника, открыв по ним артиллерийский огонь. Все 5 японских кораблей были потоплены.
Битва при Хаппхо была второй победой корейских вооруженных сил в Имдинской войне.